# جیسون چانگ
جیسون چانگ (انگلیسی: Jason Chang؛ زادهٔ ۱۹۴۴) کارآفرین و سرمایه‌دار اهل سنگاپور و زاده چین است، که در سال ۱۹۸۴ گروه آسی را تأسیس کرد.